# Eksponentni razpad
 Eksponentni razpad  (tudi eksponentno padanje) se pojavlja pri fizikalnih količinah, ki se kaže v tem, da vrednost količine pada sorazmerno s količino. Primer eksponentnega razpada je razpad radioaktivnih jeder, katerih število pade na koncu (po daljšem ali krajšem času) na 0. 
Spreminjanje količine {\displaystyle N\,} (npr. števila jeder ali delcev) lahko zapišemo kot 
{\displaystyle {\frac {dN}{dt}}=-\lambda N.}.
kjer je
- {\displaystyle N\,} fizikalna količina, ki jo opazujemo
- {\displaystyle \lambda \,} pozitivna količina, ki jo imenujemo tudi konstanta razpada
- {\displaystyle t\,} čas.

Rešitev te diferencialne enačbe je 
{\displaystyle N(t)=N_{0}e^{-\lambda t}.\,}
kjer je 
- {\displaystyle N(t)\,} vrednost količine v času t
- {\displaystyle N(0)\,} začetna vrednost količine (to je v času {\displaystyle t=0\,})

Funkcija, ki smo jo dobili kot rešitev, se imenuje naravna eksponentna funkcija, ki ima za osnovo ima število {\displaystyle e\,} (Eulerjevo število). Splošna eksponentna funkcija pa ima obliko {\displaystyle f(x)=a^{x}\,}, kjer je {\displaystyle a\,} poljubno pozitivno število.
Kadar je vrednost za {\displaystyle \lambda \,} negativna, dobimo eksponentno rast.
Podoben pojem se uporablja tudi v biologiji, kjer imamo pogosto opravka z eksponentno rastjo. Uporablja se še na mnogih drugih področjih.

## Srednji življenjski čas
Kadar opazujemo množico delcev ali jeder, lahko določimo povprečno življenjsko dobo posamezne vrste delcev ali jeder. V tem primeru lahko dobimo srednji življenjski čas s pomočjo obrazca:
{\displaystyle \tau ={\frac {1}{\lambda }}.}
kjer je
- {\displaystyle \lambda \,} konstanta razpada

Število delcev po času t je enako:
{\displaystyle N(t)=N_{0}e^{-t/\tau }.\,}.

## Razpolovni čas
Običajno si lažje predstavljamo čas v katerem razpade polovica delcev ali jeder. Ta čas imenujemo razpolovni čas (oznaka {\displaystyle t_{1/2}\,}) in ga izračunamo iz 
{\displaystyle t_{1/2}={\frac {\ln 2}{\lambda }}=\tau \ln 2.}.
Število delcev (jeder) po času t je enako
{\displaystyle N(t)=N(0)2^{-t/t_{1/2}}.\,}.
To pomeni, da je
{\displaystyle \tau ={\frac {t_{1/2}}{\ln 2}}=1,442695040888963\cdot t_{1/2}.}
{\displaystyle z^{2}+b^{2}=c^{2}}
[tex]\oint\mathbf{E}\cdot\mathrm{d}\mathbf{l}=0[/tex]
[tex]\frac{u-1}{\sqrt{u}\cdot\big[u\ln(u-1)-u+1\big]}=\frac{2\aleph}{\bullet}[/tex]